# Virginie Morgon

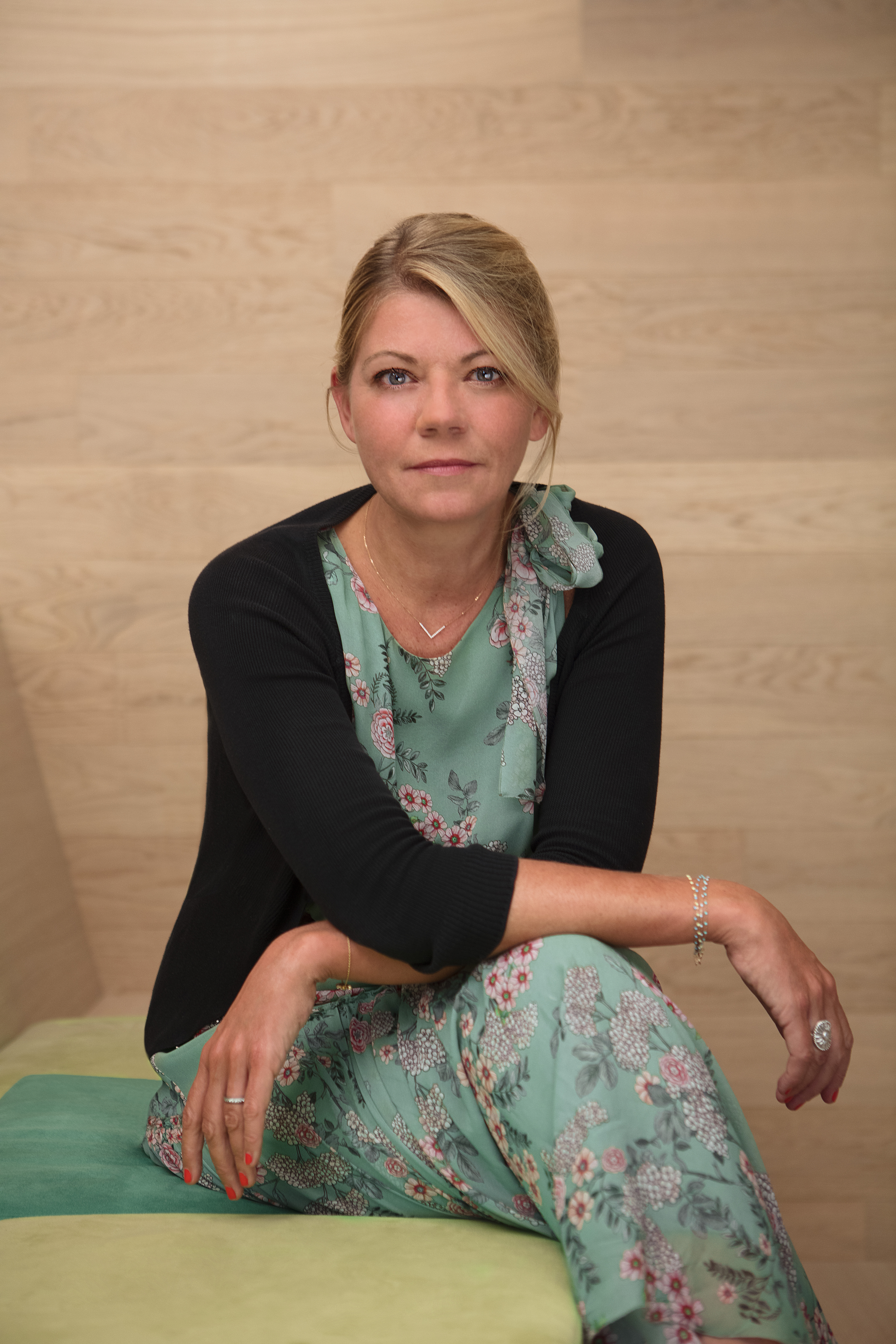
Virginie Morgon

Virginie Morgon (Lyon, 26 november 1969) is een Frans ondernemer.
Morgon studeerde politieke wetenschappen en economie. Sinds 2018 is ze bestuursvoorzitter van het investeringsfonds Eurazeo en werd zo een van de invloedrijkste vrouwen in de financiële wereld. Daarvoor was ze bestuurder bij het het financiële advies- en beheersbedrijf Lazard en docent (maître de conférences) aan Sciences Po. Ze bekleedt diverse andere posten zoals lid van de raad van bestuur van L'Oréal. Naast haar zakelijke activiteiten is ze lid van de raad van bestuur van het Women's Forum for the Economy and Society.